# Charles Friedel
Charles Friedel (ur. 12 marca 1832 w Strasburgu, zm. 20 kwietnia 1899 w Montauban) – francuski chemik, ojciec mineraloga Georges’a Friedela.
Od 1850 studiował nauki przyrodnicze w Strasburgu, następnie naukę kontynuował na Sorbonie. Od 1856 do 1870 pracował jako konserwator zbiorów mineralogicznych w École des Mines. Pogłębiał swoją wiedzę chemiczną pod kierunkiem Charles’a Adolfa Wurtza w laboratorium École de Medicine. W 1860 poznał Jamesa Masona Craftsa, wraz z którym odkrył w 1877 reakcję chemiczną halogenków alkilowych z węglowodorami aromatycznymi, znaną obecnie jako reakcja Friedela-Craftsa.
W 1869 otrzymał stopień doktora, a w 1871 rozpoczął pracę na stanowisku docenta na uczelni École Normale. W 1876 otrzymał nominację na profesora mineralogii na Sorbonie. W 1884 przyjął stanowisko profesora chemii organicznej po zmarłym Wurtzie. Od 1889 był przewodniczącym komisji ds. reformy nazewnictwa związków organicznych.
Przeprowadzał syntezy gliceryny, a także kwasu mlekowego, badał krzem, zajmował się ketonami, alkoholami i pinakolem.
Jego uczniami byli m.in. znany chemik André-Louis Debierne, Jacques Curie – brat Pierre’a Curie oraz łódzki inżynier Józef Baruch.